# Округ Кларк (Арканзас)
Округ Кларк (енгл. Clark County) је округ у америчкој савезној држави Арканзас. По попису из 2010. године број становника је 22.995. Седиште округа је град Arkadelphia.

## Демографија
Према попису становништва из 2010. у округу је живело 22.995 становника, што је 551 (2,3%) становника мање него 2000. године.
| Група             | 2000.          | 2010.          |
| Белци             | 17.302 (73,5%) | 16.177 (70,4%) |
| Афроамериканци    | 5.186 (22,0%)  | 5.413 (23,5%)  |
| Азијати           | 145 (0,6%)     | 120 (0,5%)     |
| Хиспаноамериканци | 566 (2,4%)     | 926 (4,0%)     |
| Укупно            | 23.546         | 22.995         |